# Brady Gilmore
Brady Gilmore (Kalgoorlie, 14 april 2001) is een Australisch wielrenner.

## Carrière
In 2022 werd Gilmore, achter de Nieuw-Zeelander James Fouché, tweede op het Oceanische kampioenschap op de weg bij de eliterenners. Omdat Gilmore wel de beste renners onder de 23 jaar was, won hij de titel bij de beloften. Een jaar later won hij de titel in het tijdrijden. In het najaar van 2023 liep hij stage bij Israel-Premier Tech.
In september 2024 maakte Gilmore de overstap van ARA | Skip Capital naar de opleidingsploeg van Israel-Premier Tech. Namens de hoofdmacht van die ploeg werd hij in oktober dertiende in de Japan Cup. In februari 2025 behaalde hij zijn eerste profzege toen hij de tweede rit in de Ronde van Rwanda won. Een dag later won hij de sprint van een kleine groep, voor de Eritreërs Yoel Habteab en Henok Mulubrhan. Een kleine maand later won hij ook een etappe in de Ronde van Taiwan. Het eindklassement in die vijfdaagse koers schreef hij ook op zijn naam, met minimale voorsprong op zijn ploeggenoot Moritz Kretschy.

## Overwinningen
2023
 Oceanisch kampioen tijdrijden, Beloften
2025
2e en 3e etappe Ronde van Rwanda
2e etappe Ronde van Taiwan
Eindklassement Ronde van Taiwan
4e etappe Circuit des Ardennes
Eind- en puntenklassement Circuit des Ardennes
5e en 6e etappe Ronde van Portugal

## Ploegen
- 2022 –  ARA Pro Racing Sunshina Coast (vanaf 1 mei)
- 2023 –  ARA | Skip Capital
- 2023 –  Israel-Premier Tech (stagiair vanaf 1 augustus)
- 2024 –  ARA | Skip Capital (tot 4 september)
- 2024 –  Israel Premier Tech Academy (vanaf 5 september)
- 2025 –  Israel Premier Tech Academy